# کالمیا لاتیفولیا
کالمیا لاتیفولیا(نام علمی: Kalmia latifolia) نام یک گونه از تیره خلنگیان است.

## نگارخانه

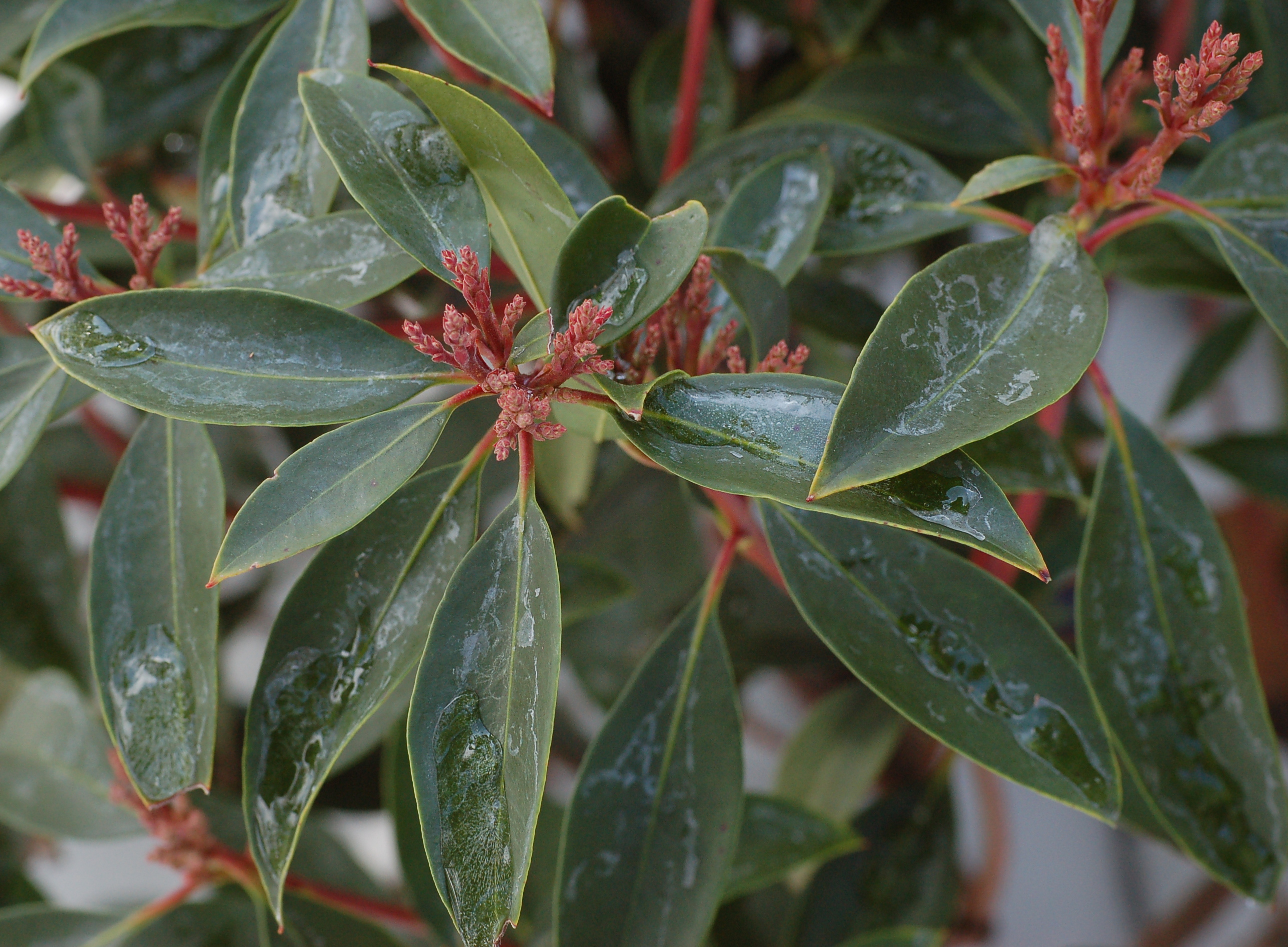
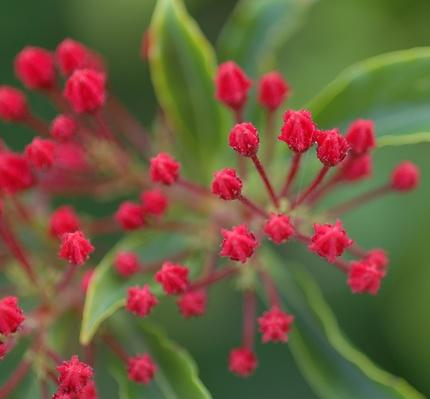
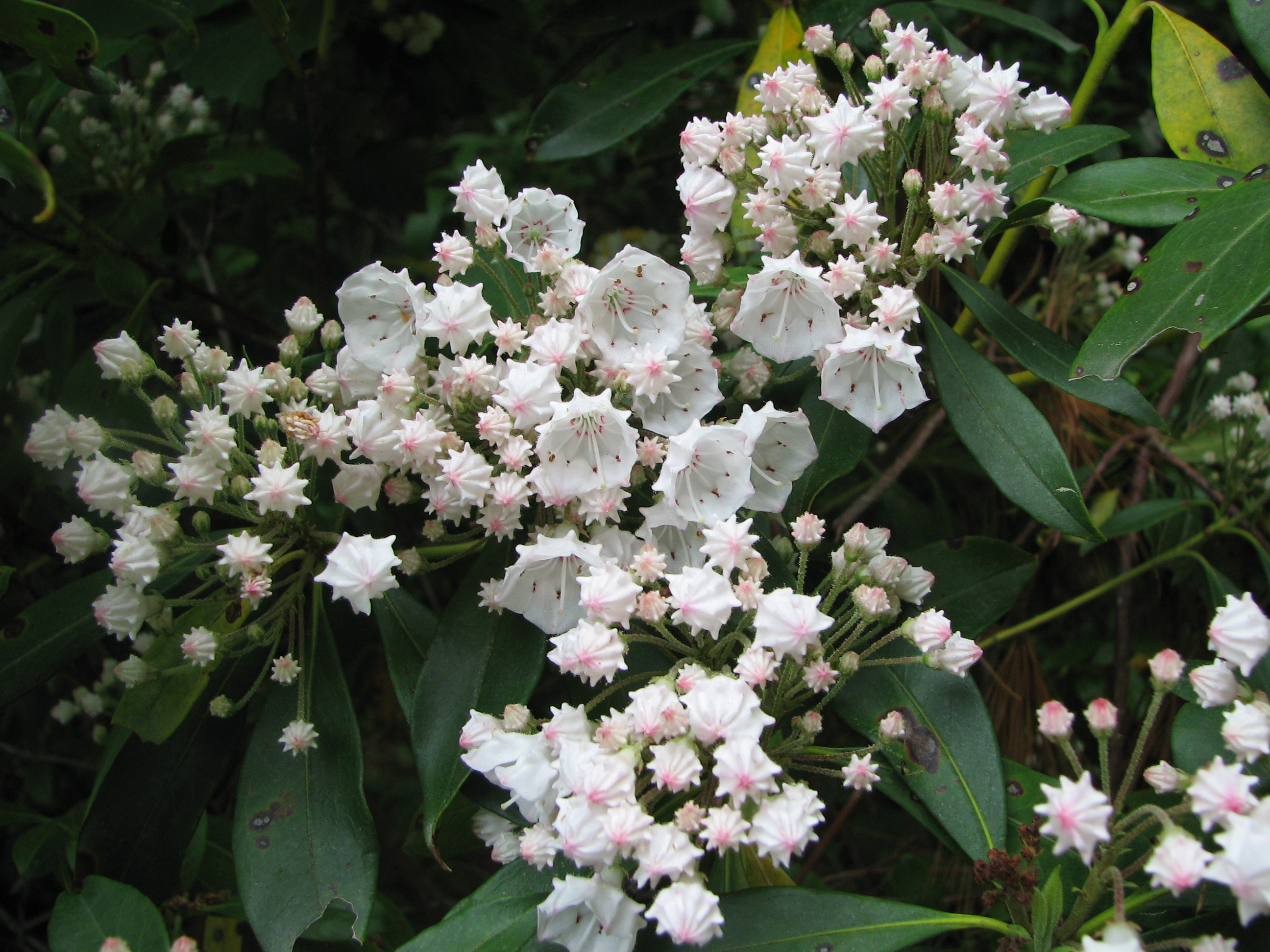
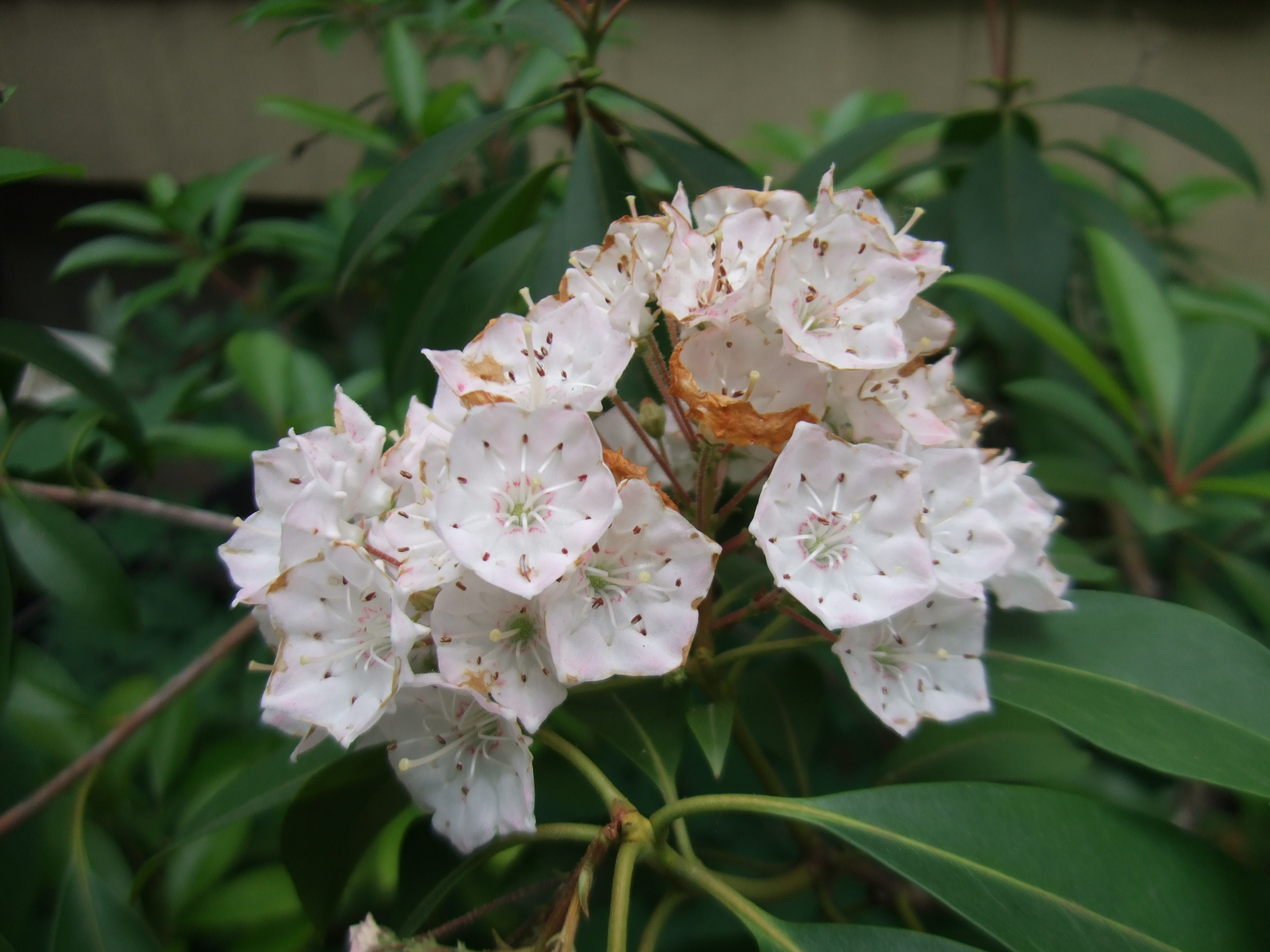
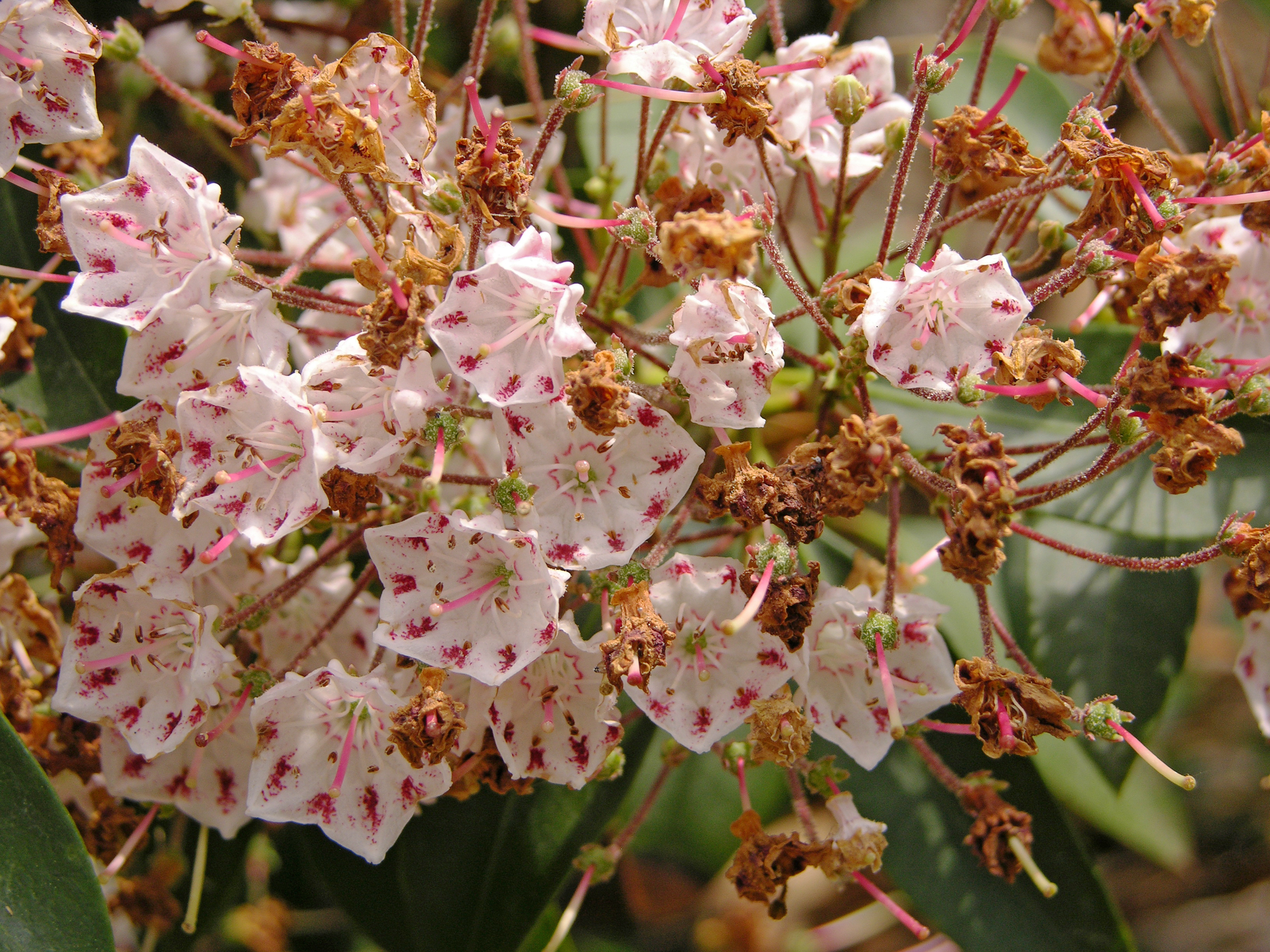